# Tomești
Tomești (en hongarès: Csíkszenttamás, o col·loquialment Szenttamás, pronunciació hongaresa: [ˈtʃiːksɛntɒmaːʃ]) és un municipi del comtat de Harghita (Romania). Es troba a la terra de Sículs, una regió etnocultural a l'est de Transsilvània. Porta el nom de Sant Tomàs. El municipi està format per un únic poble, Tomești.

## Ubicació
El poble està situat a 22 km al nord de Miercurea-Ciuc vora el riu Olt. El seu nom es va esmentar per primera vegada el 1333 quan es va esmentar un sacerdos de Sancto Toma, un sacerdot de Sant Tomàs. El 1441, es registra amb els seus noms hongaresos com Zenth Thamas, el 1549 com a Szent Tamás. Fins al 1919, el seu nom romanès era Sântămas.
El poble formava part de la regió de la Terra Székely de la província històrica de Transsilvània. Va pertànyer al districte de Csíkszék fins a la reforma administrativa de Transsilvània el 1876, quan va caure dins del comtat de Csík al Regne d'Hongria. Després del tractat de Trianon de 1920, va passar a formar part de Romania i va caure dins del comtat de Ciuc durant el període d'entreguerres. El 1940, el segon Premi de Viena va concedir la Transsilvània del Nord a Hongria i Hongria va mantenir el poble fins al 1944. Després de l'ocupació soviètica, l'administració romanesa va tornar i la comuna va passar a formar part oficialment de Romania el 1947. Entre 1952 i 1960, la comuna va caure dins de la regió autònoma dels Magyar, entre 1960 i 1968 la regió autònoma de Mureș-Magyar. El 1968, la província va ser abolida i, des de llavors, la comuna forma part del comtat de Harghita.

## Demografia
La comuna té una majoria hongaresa absoluta (sículs). Segons el cens del 2011 té una població de 2.553 habitants, dels quals el 99,37% o 2.537 són hongaresos. Antigament, va formar part de la comuna de Cârța, però el poble es va trencar en diversos el 2004.

## Fites
- Les ruïnes de la torre de l'antiga església del poble (Csonkatorony) construïda a l'època de la dinastia Árpád són a 1 km del poble.
- La nova Església catòlica romana es va construir en estil barroc el 1778. L'església conserva diversos objectes d'art del segle xv que pertanyien a l'antiga església. La més notable entre elles és una representació de la Santíssima Verge realitzada al segle XV. L'església està envoltada per una muralla fortificada.
- El llac Feneketlen (llac sense fons) que s’alimenta de l'aigua de les aigües termals es troba al peu del turó de l'església.

## Agermanaments

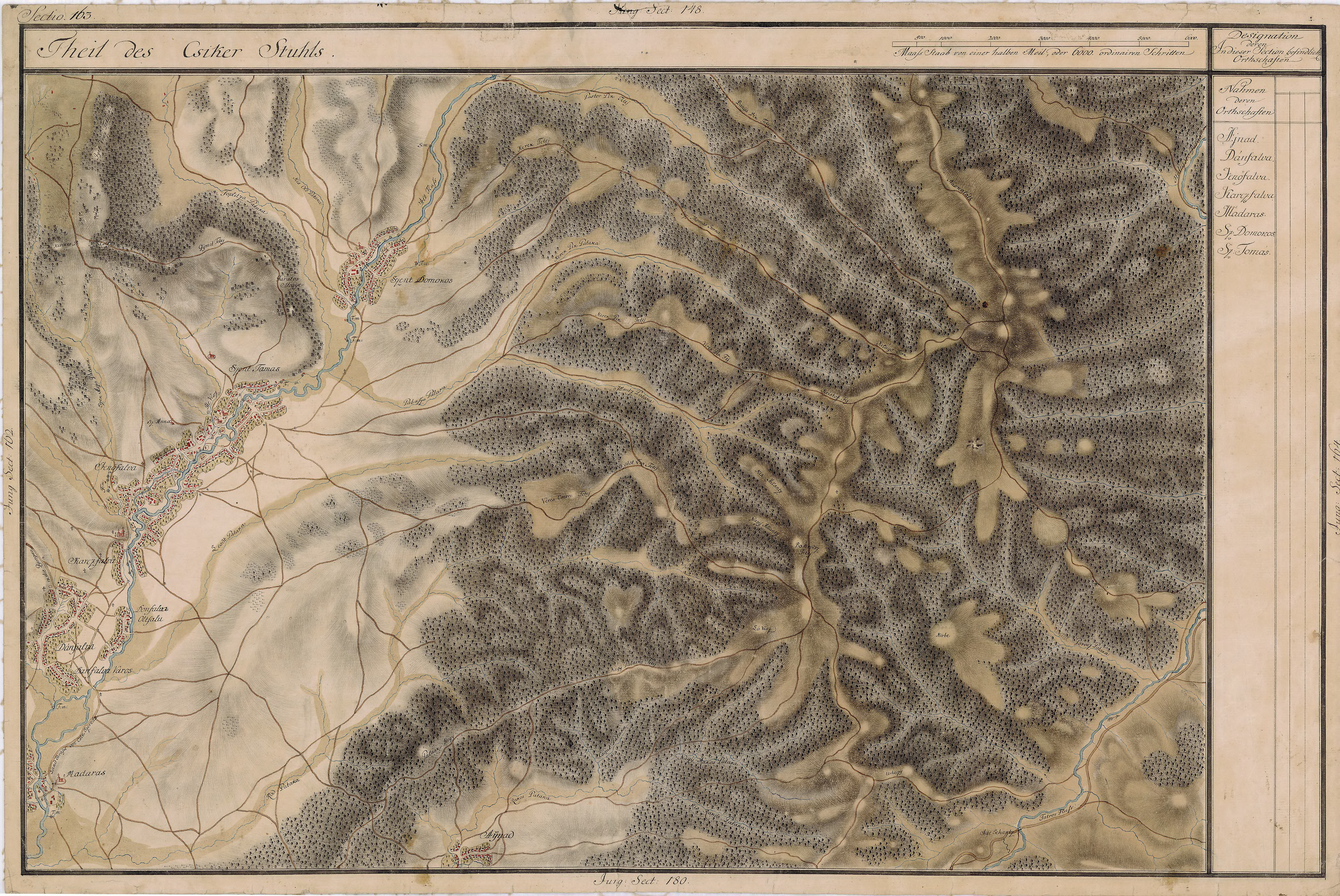
El poble en un mapa del (enquesta de terres josefines)

El poble està agermanat
- Forráskút, Hongria
- Gyenesdiás, Hongria
- Tét, Hongria